# Libéria
A Libéria, oficialmente República da Libéria, é uma república presidencialista localizada na África Ocidental. Faz fronteira ao norte com a Serra Leoa e Guiné, a leste com a Costa do Marfim e a sul e oeste com o Oceano Atlântico. Segundo o censo de 2008, a população do país é de 3 955 000 habitantes, divididos em uma área de 111 369 km2. A cidade de Monróvia é sua capital. A Libéria possui um clima quente equatorial, com chuvas intensas na estação chuvosa e ventos na estação seca. A vegetação é composta, na maior parte, por florestas de mangue, enquanto o interior é escassamente povoado de florestas, com predominância de pastagens secas.
A história da Libéria é única entre as nações africanas. É um dos dois únicos países da África Subsaariana, juntamente com a Etiópia, sem raízes na colonização europeia. Foi fundada e colonizada por escravos americanos libertos com a ajuda de uma organização privada chamada American Colonization Society, entre 1821 e 1822, na premissa de que os ex-escravos americanos teriam maior liberdade e igualdade nesta nova nação.
Escravos libertos dos navios negreiros também foram enviados para a Libéria, em vez de serem repatriados para seus países de origem. Estes colonos criaram um grupo de elite da sociedade da Libéria, e, em 1847, fundaram a República da Libéria, que instituiu um governo inspirado nos Estados Unidos, nomeando Monróvia como sua capital, homenageando James Monroe, o quinto presidente dos Estados Unidos e um proeminente defensor da colonização.
Um golpe militar liderado em 1980 derrubou o então presidente William Richard Tolbert, Jr., marcando o início de um período de instabilidade que levou a duas guerras civis no país, entre 1989 e 1996 e 1999 e 2003, deixando milhares de mortos e devastando a economia do país. Hoje, a Libéria está a recuperar dos efeitos nefastos da guerra civil e as perturbações económicas conexas, e que está rapidamente se recuperando como Mali e Etiópia.

## Etimologia
O nome Libéria significa "liberdade". Os colonos recém-chegados formaram um novo grupo étnico chamado américo-liberianos. No entanto, a introdução de uma nova mistura étnica resultou em tensões étnicas com as outras dezesseis principais etnias que já residiam na Libéria. A partir do século XVI até 1822, exploradores e comerciantes europeus tinham vários nomes para a Libéria, variando pela linguagem.
Durante o comércio de especiarias, a Libéria foi chamada de Costa da Pimenta Malagueta ou Costa da Pimenta. Ganhou seu nome de "Pimenta Malagueta" devido a esta especiaria encontrada na área rural do território, apelidada de "grãos do paraíso", já que era uma especiaria rara e em alta demanda em toda a Europa. No século XVIII, exploradores ingleses referiram-se ao país como a "Costa do Barlavento" por notoriamente inavegável, as águas agitadas ao largo da costa de Cabo Palmas, na ponta do sul da Libéria, que eram de difícil navegação para os navios europeus.

## História
O nascimento da Libéria ocorreu no século XIX em resultado da ação da Sociedade Americana de Colonização, organização criada por Robert Finley nos Estados Unidos em 1816, cujo objetivo era levar para a África negros livres ou negros que tinham sido libertos da escravatura. De acordo com uma opinião prevalecente em alguns setores da população dos Estados Unidos da época, os negros não seriam nunca capazes de se integrar na sociedade do país. O regresso a África seria uma solução para evitar certos "perigos" imaginados como resultado da presença negra, como o casamento interracial ou a criminalidade.
Em 1821, a Sociedade Americana de Colonização conseguiu adquirir uma parcela de terra perto da área do Cabo Mesurado, onde se fixariam os primeiros colonos negros oriundos dos Estados Unidos. Em 1824 a colónia recebeu o nome de Libéria (do latim, "terra livre").

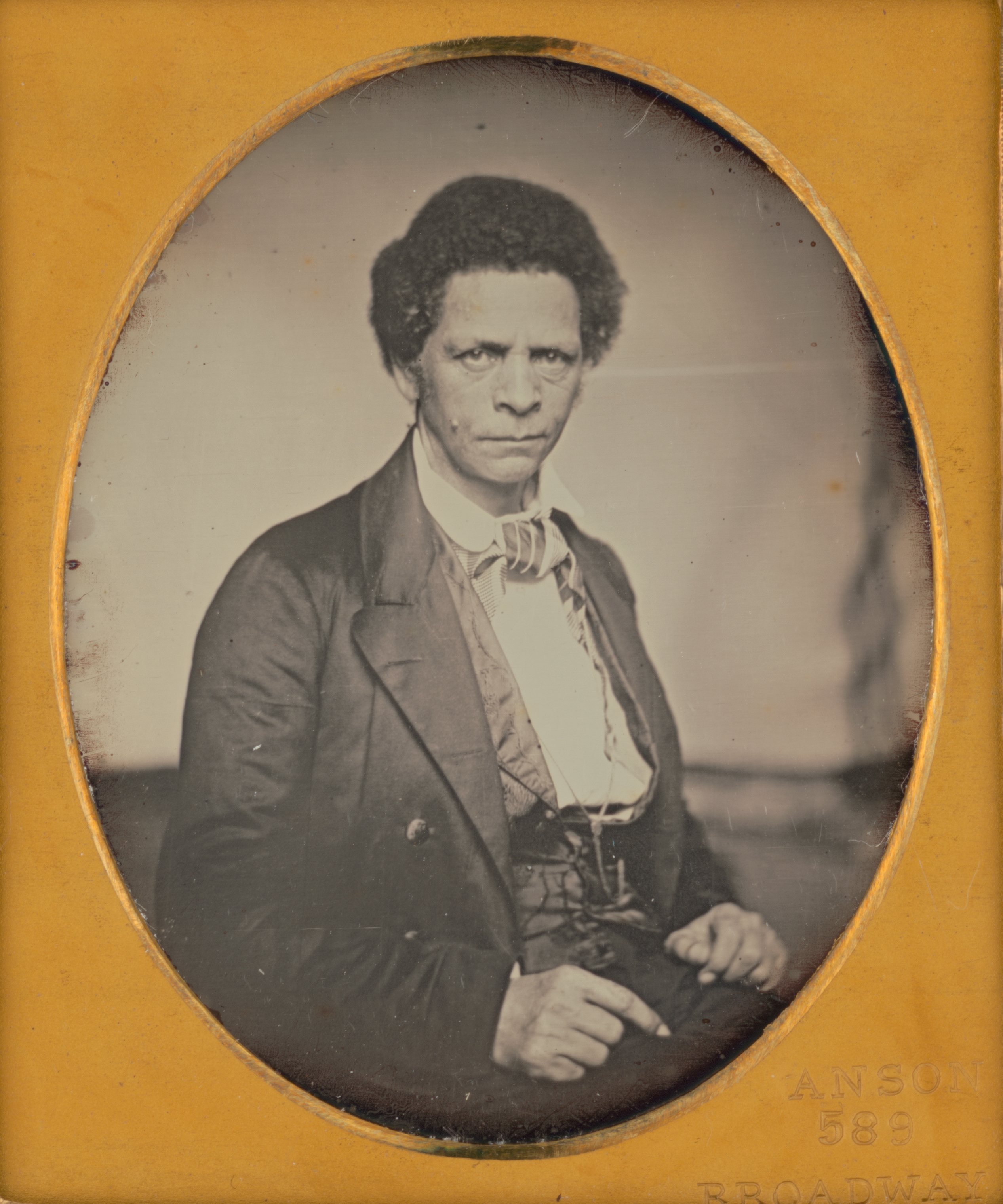
Joseph Jenkins Roberts, primeiro presidente da Libéria.

Em 26 de julho de 1847 a Libéria declarou a sua independência, tornando-se o primeiro país da África a se tornar independente. O país dotou-se de uma constituição decalcada da Constituição dos Estados Unidos, adoptando símbolos nacionais (bandeira, brasão de armas e lema) que reflectem a origem e experiência dos fundadores do país nos Estados Unidos. O primeiro Presidente do país foi Joseph Jenkins Roberts, um negro natural do estado da Virginia. O partido True Whig dominou a vida política desde o nascimento do país até 1980.
O estabelecimento dos colonos americanos no território não se fez pacificamente, tendo sido contestado pelas populações negras autóctones, que foram excluídas da cidadania até 1904. A soberania do Estado sobre o interior foi difícil devido à contestação destas populações, para além do facto de o país se ter confrontado com as ambições territoriais do Reino Unido e da França. Com estes países a Libéria assina em 1892 e 1911 respetivamente tratados que definiram as fronteiras atuais. A Libéria enfrentou também dificuldades financeiras que foram atenuadas por empréstimos concedidos pelos Estados Unidos e pelo Reino Unido.
Durante a Primeira Guerra Mundial a Libéria declarou guerra à Alemanha (agosto de 1917). Na década de 1920 o país atravessou uma crise financeira que foi mitigada graças a um empréstimo de cinco milhões de dólares por parte da empresa Firestone em troca de uma concessão de terras para as plantações de borracha da companhia.
Em 1943, a Libéria elegeu como presidente William V. S. Tubman, reeleito em sucessivas sete eleições e que morreu no exercício do mandato em 1971. Este período foi marcado por uma aproximação com os Estados Unidos e pelas tentativas de proporcionar à população um melhor nível de vida, utilizando os rendimentos proporcionados pela exploração do minério de ferro para construir novas escolas, hospitais e estradas.
O sucessor de Tubman, William Tolbert Jr., governou o país até 1980, quando foi deposto e executado a mando do sargento Samuel Kanyon Doe. Nas eleições de 1985, os candidatos da oposição foram impedidos de participar do pleito e Doe é eleito presidente.
Em 1989, guerrilheiros da Frente Patriótica Nacional da Libéria iniciaram uma rebelião para derrubar o governo. No ano seguinte, o presidente Doe é preso e executado por guerrilheiros de uma fação rival da NPFL.

## Geografia
A Libéria é um país basicamente plano, com altitudes fracas, sendo o seu ponto mais elevado o Monte Wuteve com 1 440 m. A região costeira é baixa e arenosa, possuindo lagunas. Nas proximidades do Cabo Monte (305 m), a noroeste, a costa é mais recortada. No interior da Libéria situam-se densas florestas tropicais (o país possui 40% da floresta tropical da África Ocidental).
O clima da Libéria é o clima equatorial, com temperaturas médias de 25 °C em Monróvia. No interior e no norte do país registram amplitudes térmicas significativas. A estação seca decorre entre novembro e abril. Já a estação chuvosa ocorre entre maio e outubro. A chuva é mais intensa junto à costa, diminuindo para o interior.
Os principais problemas de meio ambiente que a Libéria atravessa são o desflorestamento, a erosão do solo e a poluição da costa.

## Demografia

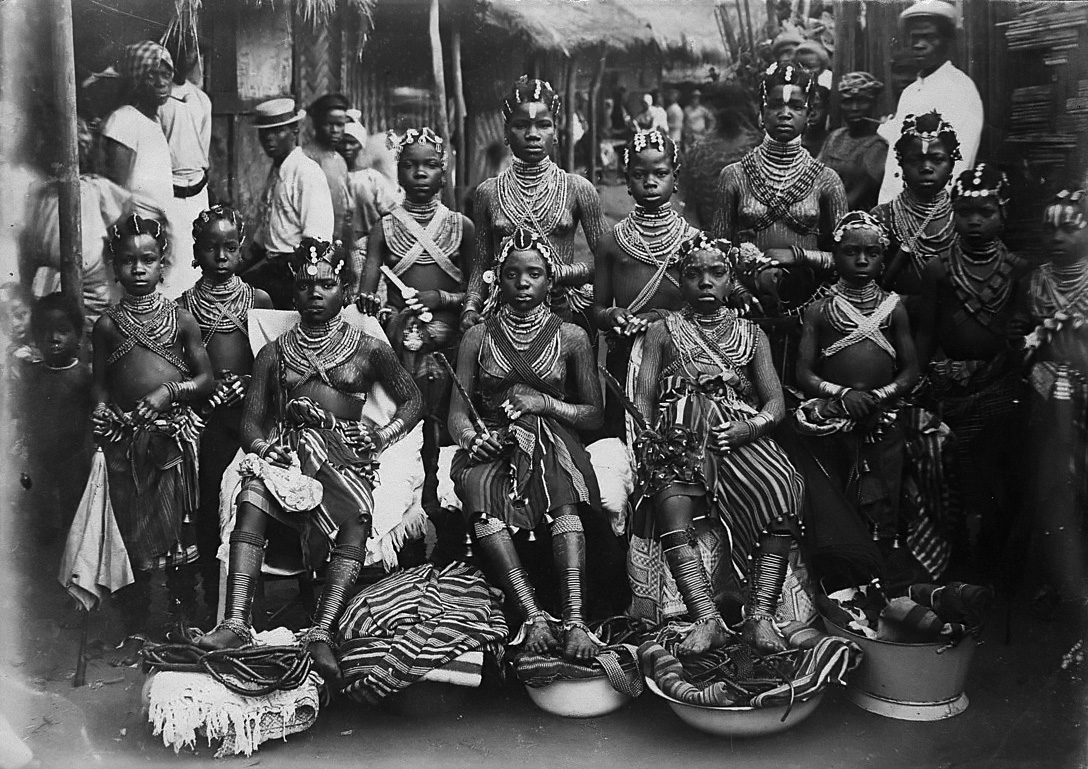
Mulheres negras indígenas em 1910

Segundo dados de julho de 2006 a população da Libéria era de 3 042 004 habitantes. Em resultado dos conflitos recentes no país, estima-se que vivam 238 500 refugiados liberianos nos países vizinhos.
A maioria dos habitantes da Libéria pertence a um dos 16 grupos étnicos indígenas. O mais significativo destes grupos é o dos Kpelle que habita na região central e ocidental do país. Estes 16 grupos podem ser enquadrados em quatro grandes grupos linguísticos: mendetan, mande-fu, africano ocidental e kru.
Cerca de 2,5% dos habitantes são descendentes dos negros dos Estados Unidos que se fixaram no país no século XIX, sendo conhecido como américo-liberianos (americo-liberians). Outros 2,5% descendem de negros das Caraíbas que foram escravos.
A Libéria possui comunidades de indianos, libaneses e naturais de outros estados da África Ocidental.
Apesar de o inglês ser a língua oficial, esta não é a língua habitual da maior parte da população.

### Religião

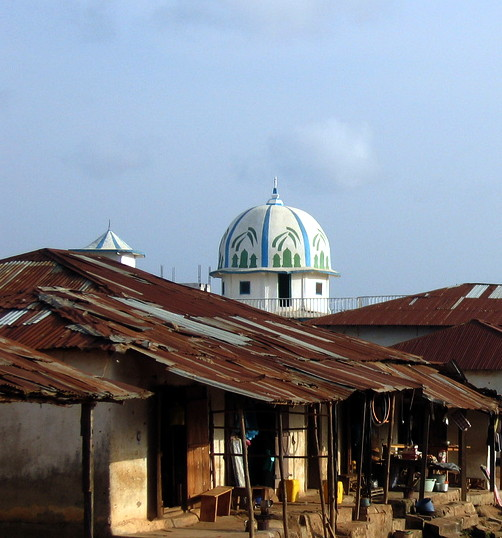
Mesquita em Voinjama, cidade ao nordeste do país

De acordo com o censo de 2008, promovido pelo CIA World Factbook, 85,6% da população declara-se como sendo cristã, 12,2% declaram-se muçulmanos, 0,6% seguem religiões tradicionais, 0,2% têm outras religiões e 1,4% não possuem religião. Uma multidão de diversas confissões protestantes como as denominações Luterana, Batista, Episcopal, Presbiteriana, Pentecostal, Metodista Unida, Episcopal Metodista Africana (Em inglês:AME) e Sião Episcopal Metodista Africano (AME Sião) formam a maior parte da população cristã, seguida por adeptos da Igreja Católica Romana e outros cristãos não protestantes.
A maioria dessas denominações cristãs foi trazida por colonos afro-americanos que se mudaram dos Estados Unidos para a Libéria através da Sociedade Americana de Colonização (American Colonization Society), enquanto alguns são indígenas — especialmente pentecostais e evangélicos protestantes. O protestantismo era originalmente associado a colonos negros americanos e seus descendentes américo-liberianos, enquanto os povos nativos mantinham suas próprias formas animistas de religião tradicional africana. Os povos indígenas foram submetidos a missionários cristãos, bem como aos esforços américo-liberianos para fechar a lacuna cultural por meio da educação. Isto provou ser bem-sucedido, deixando os cristãos uma maioria no país.
| Religião na Libéria (2010) | Religião na Libéria (2010) | Religião na Libéria (2010) | Religião na Libéria (2010) | Religião na Libéria (2010) |
| -------------------------- | -------------------------- | -------------------------- | -------------------------- | -------------------------- |
| Religião                   |                            |                            | porcento                   |                            |
| Protestante                | Protestante                |                            | 76,3%                      | 76,3%                      |
| Muçulmano                  | Muçulmano                  |                            | 12,2%                      | 12,2%                      |
| Católico                   | Católico                   |                            | 7,2%                       | 7,2%                       |
| Outros Cristãos            | Outros Cristãos            |                            | 1,6%                       | 1,6%                       |
| Não afiliado               | Não afiliado               |                            | 1,4%                       | 1,4%                       |
| Outra fé                   | Outra fé                   |                            | 1,3%                       | 1,3%                       |

Os muçulmanos compreendem 12,2% da população, amplamente representada pelos grupos étnicos Mandingo e Vai. Sunitas, Xiitas, Ahmadiyas, Sufis e muçulmanos não confessionais constituem a maior parte dos muçulmanos liberianos.
As religiões indígenas tradicionais são praticadas por 0,5% da população, enquanto 1,5% não tem religião. Um pequeno número de pessoas é bahá'í, hindu, sikh ou budista. Enquanto cristãos, muitos liberianos também participam de sociedades secretas indígenas tradicionais baseadas em gênero, como Poro para homens e Sande para mulheres. A sociedade feminina Sande pratica a circuncisão feminina.
A Constituição prevê a liberdade de religião, e o governo geralmente respeita esse direito. Embora a separação entre igreja e o Estado seja determinada pela Constituição, a Libéria é considerada um Estado cristão na prática. As escolas públicas oferecem estudos bíblicos, embora os pais possam optar por seus filhos. O comércio é proibido por lei aos domingos e feriados cristãos importantes. O governo não exige que empresas ou escolas desculpem os muçulmanos pelas orações de sexta-feira.

### Idiomas
Os quatro milhões de habitantes da Libéria falam um total de 31 idiomas. A única língua oficial é o inglês, dividido em quatro ou cinco dialetos. O inglês e seus dialetos são as únicas línguas faladas na Libéria que não pertencem ao ramo de línguas nigero-congolesas. Os idiomas da Libéria pertencem a quatro famílias linguísticas: coroa, länsiatlanttinen, mandês e indo-europeia.
Em 2006, 70 mil pessoas falavam inglês na Libéria. As línguas mais faladas são o kpelle (487 000 falantes em 1991), Bassa (406 000 falantes em 2006), Klao (213 000 falantes em 2006) e mano (188 000 falantes em 2006). O dialeto oriental de Mandinka é uma língua imigrante e é falada por 38 000 pessoas.

## Política

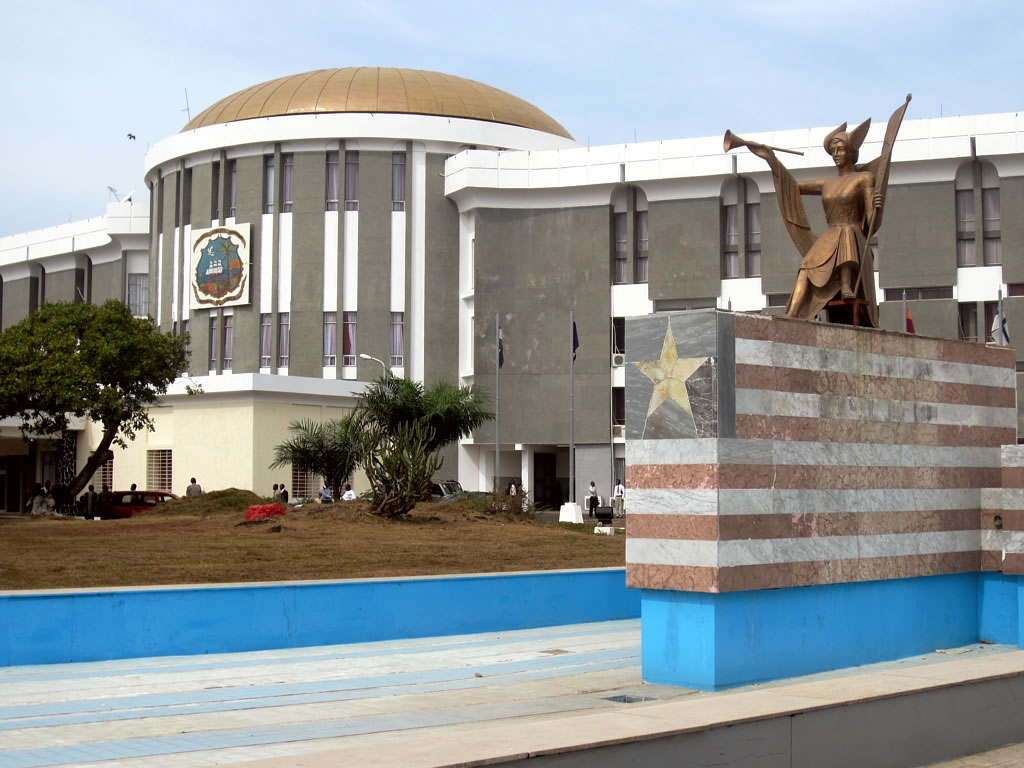
Capitólio da Libéria em Monróvia.

A Libéria é uma república governada pela Constituição de 6 de Janeiro de 1986, que substituiu a constituição de 1847.
O chefe de estado é o Presidente, eleito para um mandato de seis anos, sendo também o chefe de governo. O Presidente nomeia os membros do seu governo, que devem ser confirmados pelo Senado.
O poder legislativo é exercido pela Assembleia Nacional, parlamento bicameral constituído pelo Senado e pelas Câmara dos Representantes. O Senado é composto por trinta membros eleitos para um mandato de nove anos e a Câmara dos Representantes por sessenta e quatro membros eleitos para seis anos.
A constituição de 1986 instituiu um regime multipartidário. Os principais partidos liberianos são: Alliance for Peace and Democracy (APD), Coalition for the Transformation of Liberia (COTOL), Congress for Democratic Change (CDC), Liberian Action Party (LAP), Liberty Party (LP), National Patriotic Party (NPP) e o Unity Party (UP).
A Libéria é membro fundador da Organização das Nações Unidas (ONU), sendo membro da União Africana (UA), da Comunidade Económica dos Estados da África Ocidental (ECOWAS), do Banco Africano de Desenvolvimento e do Movimento Não Alinhado.

## Subdivisões
A Libéria encontra-se dividida em quinze condados (counties). À frente de cada condado encontra-se um superintendente que é nomeado pelo Presidente da Libéria.
Os condados da Libéria e as suas respectivas capitais (apresentadas entre parênteses) são:
1. Bomi (Tubmanburg)
2. Bong (Gbarnga)
3. Gbarpolu (Bopolu)
4. Grand Bassa (Buchanan)
5. Grand Cape Mount (Robertsport)
6. Grand Gedeh (Zwedru)
7. Grand Kru (Barclayville)
8. Lofa (Voinjama)
9. Margibi (Kakata)
10. Maryland (Harper)
11. Montserrado (Bensonville)
12. Nimba (Sanniquellie)
13. River Cess (River Cess)
14. River Gee (Fish Town)
15. Sinoe (Greenville).

## Economia

Principais produtos de exportação da Libéria em 2019.

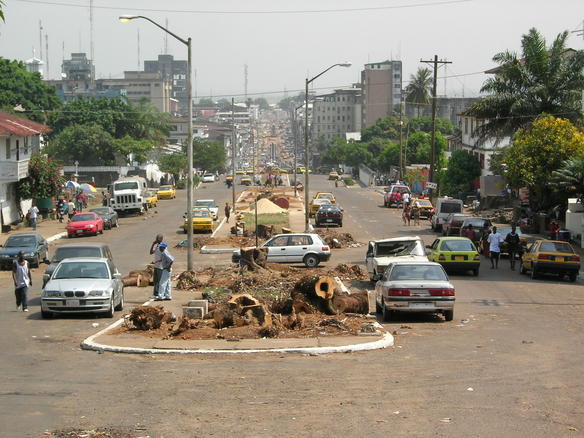
Rua de Monróvia, a capital nacional.

A economia da Libéria assenta na agricultura, sector do qual vive a maioria da população. Os principais cultivos agrícolas do país são o arroz, a mandioca, o café e o cacau (estes dois últimos produtos são as principais exportações agrícolas do país). Apesar de a maioria da população se empregar neste sector, a Libéria não é autossuficiente do ponto de vista alimentar.
Historicamente as principais exportações do país são a borracha, o ferro e a madeira.
A Libéria possui jazidos de minério de ferro nos Montes Bomi (a noroeste da capital), Monte Nimba e perto do rio Mano. O sector de exportação do ferro sofreu consideravelmente em resultado do golpe de estado de 1980 e por causa da menor procura internacional desse minério no período subsequente.
A indústria liberiana é de pequena escala e inclui unidades de esfarelamento e lavagem do ferro, fábricas para transformação da borracha, bem como fábricas de materiais de construção e de bens de consumo (têxteis, calçado, etc.).
Uma importante fonte de divisas da Libéria é oriunda da venda das taxas de registo de navios. Muitos navios estrangeiros estão registrados sob a bandeira liberiana, aproveitando os baixos valores oferecidos pela nação africana.
A guerra civil de 1989–2003 provocou a fuga do investimento estrangeiro e de empresários da Libéria, muitos dos quais são oriundos do Líbano e da Índia. Para além disso, as Nações Unidas decretaram o embargo dos diamantes e da madeira da Libéria. O bloqueio à exportação de madeira foi levantado pela ONU em Junho de 2006 e espera-se que seja feito o mesmo em relação aos diamantes. A guerra civil provocou também a destruição das infraestruturas do país. Atualmente o país sofre com índices altos de desemprego.
O novo governo da Libéria eleito em janeiro de 2006 pretende reconstruir a danificada economia nacional. Numa tentativa de se fomentar a transparência e a melhor aplicação do dinheiro público foi instituído no país o Governance and Economic Management Program (GEMAP) já durante o período do governo provisional de 2003–2006.

### Corrupção
Em seu relatório anual de 2010, a organização não governamental Transparência Internacional (TI) identificou a Libéria como a nação mais corrupta do mundo. O maior dado verificável de corrupção, de acordo com a entidade, são os serviços públicos. Verificou-se que, ao procurar a atenção de um prestador de serviços públicos, aproximadamente 89% da população do país tinha de pagar um suborno.

## Infraestrutura

### Educação

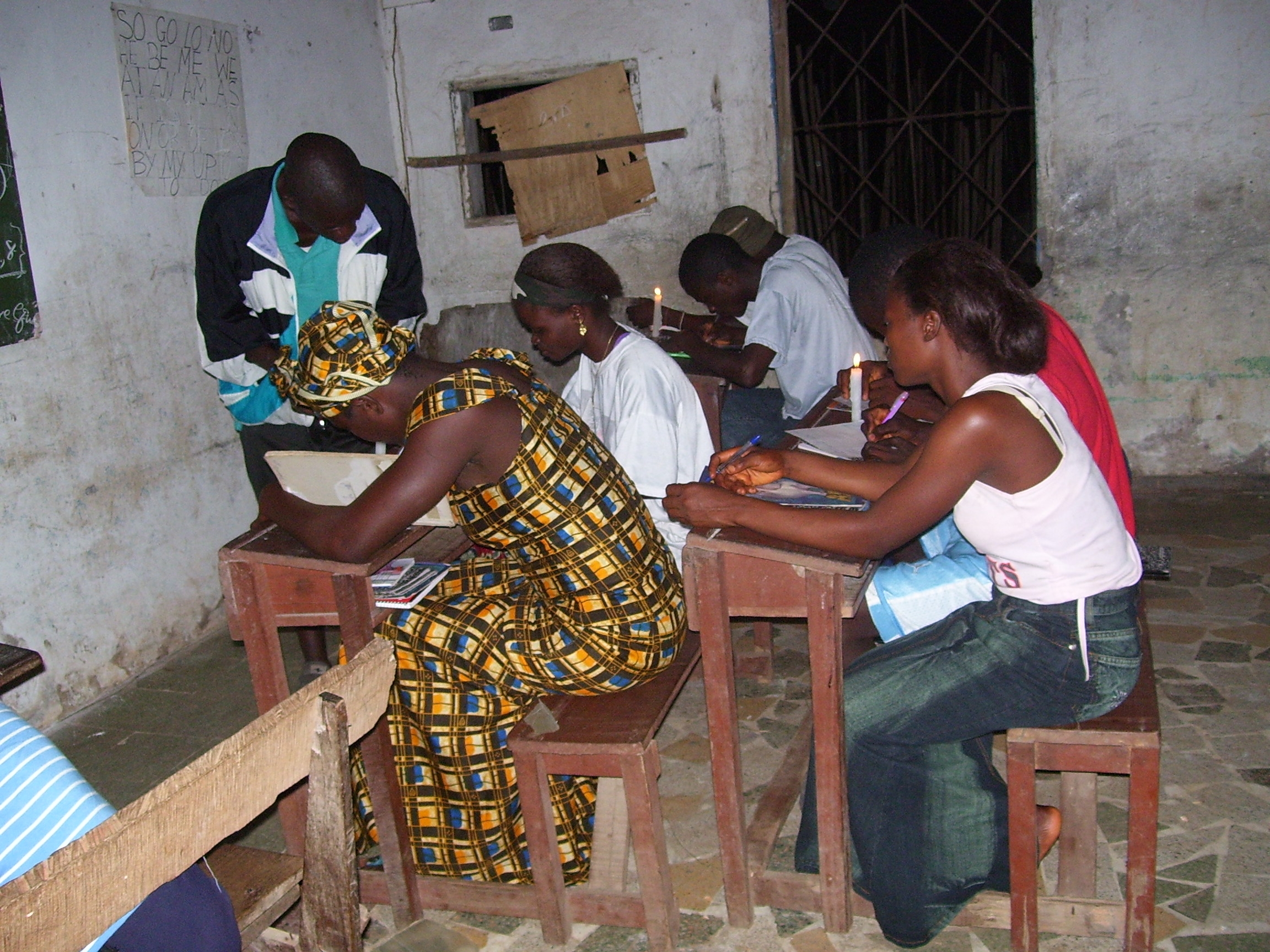
Estudantes estudam à luz de velas no condado de Bong.

A Universidade da Libéria é a maior universidade do país e está sediada em Monróvia. Inaugurada em 1862, é um dos mais antigos institutos de educação superior da África, organizada com base no modelo ocidental. A segunda guerra civil, ocorrida entre 1989 e 1996, danificou severamente a universidade. A reconstrução da instituição iniciou somente após a restauração da paz. A universidade conta com seis institutos, incluindo uma faculdade de medicina e faculdade de direito.
A Universidade Cuttington foi criada pela Igreja Episcopal dos Estados Unidos em 1889, por meio de Samuel David Ferguson. A instituição foi estabelecida para o ensino dos filhos dos colonos Africano-Americanos e liberianos indígenas. Sua sede está localizada em Suakoko, no condado de Bong, 190 km ao norte de Monróvia. É a mais antiga faculdade particular na Libéria.
Em 2009, foi refundada a Universidade Tubman, por Ellen Johnson-Sirleaf, no condado de Maryland, tornando-se a segunda universidade pública na Libéria. Seu nome é uma homenagem a William Tubman, ex-presidente da Libéria.
Segundo estatísticas publicadas pela UNESCO em 2004, 65% das crianças em idade escolar estavam matriculadas em escolas de ensino primário, um aumento significativo comparado ao ano anterior da estatística. Estatísticas também mostram um número substancial de crianças mais velhas voltando aos estudos primários. Em média, as crianças atingem 10 anos de escolaridade, sendo 11 anos para meninos e 8 para as meninas. Por lei, crianças dos 5 aos 11 anos são obrigados a frequentar a escola.

## Cultura

### Feriados
| Data            | Nome em português                | Nome local | Notas                  |
| --------------- | -------------------------------- | ---------- | ---------------------- |
| 1 de janeiro    | Ano Novo                         |            |                        |
| 11 de fevereiro | Dia das Forças Armadas           |            |                        |
| 14 de março     | Dia da Decoração                 |            |                        |
| 15 de março     | Aniversário de JJ Robert         |            |                        |
| 6 de abril      | Sexta-feira Santa                |            | Católico e protestante |
| 9 de abril      | Segunda-feira de Páscoa          |            | Católico e protestante |
| 13 de abril     | Dia de jejum                     |            |                        |
| 14 de maio      | Festival da Unidade              |            |                        |
| 26 de julho     | Dia Nacional                     |            | Feriado nacional       |
| 24 de agosto    | Dia da Bandeira                  |            |                        |
| 1 de novembro   | Ação de Graças                   |            |                        |
| 29 de novembro  | Aniversário da Presidente Tubman |            |                        |
| 25 de dezembro  | Natal                            |            | Católico e protestante |